# Kriogenični raketni motor
Kriogenični raketni motor je tekočegorivni raketni motor, ki uporablja kriogenično ohlajeno gorivo ali kriogenični ohlajeni oksidator, na povsem kriogeničnih motorjih sta obe komponetni kriogenični. Primer povsem kriogeničnega motorja uporablja za gorivo tekoči vodik (LOX) in za oksidator tekoči kisik (LOX).
Obstajajo tudi motorji, ki imajo samo eno kriogenično komponento npr. tekoči kisik za oksidator, gorivo pa je kerozin (RP-1) pri sobni temperaturi - te motorje se kdaj označuje kot "polkriogenični".
Povsem kriogenični motorji LOX+LH2 imajo od vseh kemičnih raket največji specifični impulz - 450 sekund. Polkriogenični motorji na kerozin in LOX imajo specifični impulz okrog 340 sekund. 
Prednost kriogeničnih goriv in oksidatorjev je da pri kriogenični temperaturi zasedajo precej manjši volumen. Kriogenično gorivo se tudi uporablja za hlajenje izpušne šobe. Slabost pa je, da zaradi nepopolne izolacije, del goriva izpari. Zato rakete s temi gorivi ne morejo čakati dlje časa na izstrelitveni ploščadi, za razliko od hipergoličnih raket, ki lahko čakajo tudi en mesec na izstrelitveni ploščadi.

## Kriogenični raketni motorji na tekoči vodik in tekoči kisik (LOX+LH2)
Šest držav je razvilo povsem kriogenične raketne motorje:
- Indija

CE-7.5
CE-20
- ZDA

SSME
J-2
RL-10
RS-68
RS-83
- Evropska unija

Vulcain
HM7-B
Vinci
- Rusija

RD-0120
RD-0146
- Kitajska

YF-50t
YF-73
YF-75
YF-77
- Japonska

LE-7 / 7A
LE-5 / 5A / 5B
|                       | RL-10                | HM7B          | Vinci    | KVD-1             | CE-7.5            | CE-20         | YF-75                      | YF-75D                     | RD-0146              | ES-702          | ES-1001        | LE-5              | LE-5A                                    | LE-5B                                     |
| --------------------- | -------------------- | ------------- | -------- | ----------------- | ----------------- | ------------- | -------------------------- | -------------------------- | -------------------- | --------------- | -------------- | ----------------- | ---------------------------------------- | ----------------------------------------- |
| Country of origin     | ZDA                  | Francija      | Francija | Sovjetska zveza   | Indija            | Indija        | Ljudska republika Kitajska | Ljudska republika Kitajska | Rusija               | Japonska        | Japonska       | Japonska          | Japonska                                 | Japonska                                  |
| Cycle                 | Expander             | Gas-generator | Expander | Staged combustion | Staged combustion | Gas-generator | Gas-generator              | Expander                   | Expander             | Gas-generator   | Gas-generator  | Gas-generator     | Expander bleed cycle （Nozzle Expander） | Expander bleed cycle （Chamber Expander） |
| Thrust (vac.)         | 66.7 kN (15,000 lbf) | 62.7 kN       | 180 kN   | 69.6 kN           | 73 kN             | 200 kN        | 78.45 kN                   | 88.26 kN                   | 98.1 kN (22,054 lbf) | 68.6kN (7.0 tf) | 98kN (10.0 tf) | 102.9kN (10.5 tf) | r121.5kN (12.4 tf)                       | 137.2kN (14 tf)                           |
| Mixture ratio         |                      |               |          |                   |                   |               | 5.2                        | 6.0                        |                      | 5.2             | 6.0            | 5.5               | 5                                        | 5                                         |
| Nozzle ratio          | 40                   |               |          |                   |                   | 100           | 80                         | 80                         |                      | 40              | 40             | 140               | 130                                      | 110                                       |
| Isp (vac.)            | 433                  | 444.2         | 465      | 462               | 454               | 443           | 438                        | 442                        | 463                  | 425             | 425            | 450               | 452                                      | 447                                       |
| Chamber pressure :MPa | 2.35                 | 3.5           | 6.1      | 5.6               | 5.8               | 6.0           | 3.68                       |                            | 7.74                 | 2.45            | 3.51           | 3.65              | 3.98                                     | 3.58                                      |
| LH2 TP rpm            |                      |               |          |                   |                   |               |                            |                            | 125,000              | 41,000          | 46,310         | 50,000            | 51,000                                   | 52,000                                    |
| LOX TP rpm            |                      |               |          |                   |                   |               |                            |                            |                      | 16,680          | 21,080         | 16,000            | 17,000                                   | 18,000                                    |
| Length m              | 1.73                 | 1.8           | 2.2~4.2  | 2.14              | 2.14              |               | 2.8                        |                            | 2.2                  |                 |                | 2.68              | 2.69                                     | 2.79                                      |
| Dry weight kg         | 135                  | 165           | 280      | 282               | 435               | 558           | 550                        |                            | 242                  | 255.8           | 259.4          | 255               | 248                                      | 285                                       |